# Kenneth Burgomaster
Kenneth M. Burgomaster (* 1969) ist ein US-amerikanischer Komponist. 

## Leben
Kenneth M. Burgomaster wuchs als Sohn zweier professioneller Musiker in Indianapolis, Indiana auf. Nach seinem Studienabschluss am Kenyon College, arbeitete er eine Zeit lang in New York City, wo er Musik für Werbespots komponierte. Anschließend zog er nach Los Angeles, um sich als Filmkomponist zu etablieren. Er komponierte fast ausschließlich für Disney-Produktionen wie Phil aus der Zukunft, Hannah Montana und Jonas L.A..

## Filmografie (Auswahl)

### Filme
- 2002: Ausziehen, einziehen, umziehen! (Moving August)
- 2004: Halloweentown III: Halloweentown Highschool (Halloweentown High, Fernsehfilm)
- 2004: Unser lautes Heim – Die Rückkehr der Seavers (Growing Pains: Return of the Seavers, Fernsehfilm)
- 2005: Die Eishockey-Prinzessin (Go Figure, Fernsehfilm)
- 2006: Halloweentown 4 – Das Hexencollege (Return to Halloweentown, Fernsehfilm)
- 2006: Partygirls auf Mission (Cow Belles, Fernsehfilm)
- 2007: Garfield – Fett im Leben (Garfield Gets Real)
- 2008: Hero Wanted – Helden brauchen kein Gesetz (Hero Wanted)
- 2008: Garfield – Fun Fest (Garfield’s Fun Fest)
- 2008: Wer ist hier der Weihnachtsmann? (Snow 2: Brain Freeze, Fernsehfilm)
- 2009: Garfield – Tierische Helden (Garfield’s Pet Force)
- 2009: Die Zauberer vom Waverly Place – Der Film (Wizards of Waverly Place: The Movie, Fernsehfilm)
- 2011: Mein Freund aus der Zukunft (My Future Boyfriend, Fernsehfilm)
- 2012: Beste FReinde (Frenemies, Fernsehfilm)
- 2012: Der große Weihnachtsauftritt (The Mistle-Tones)
- 2013: Die Rückkehr der Zauberer vom Waverly Place (The Wizards Return: Alex vs. Alex, Fernsehfilm)
- 2014: The Boxcar Children
- 2014: Albert aus Versehen (How to Build a Better Boy, Fernsehfilm)
- 2016: Lea to the Rescue
- 2016: Der Tausch (The Swap, Fernsehfilm)
- 2016: Superkids (Time Toys)

### Serien
- 1995–1996: Mighty Morphin Power Rangers (32 Folgen)
- 1996: Power Rangers Zeo (50 Folgen)
- 1997: Power Rangers Turbo (45 Folgen)
- 1998: Power Rangers in Space (43 Folgen)
- 2005–2006: Phil aus der Zukunft (Phil of the Future, 23 Folgen)
- 2007–2011: Hannah Montana (Fernsehserie, 73 Folgen)
- 2009–2010: Jonas L.A. (21 Folgen)
- 2011–2014: A.N.T.: Achtung Natur-Talente (A.N.T. Farm, 62 Folgen)
- 2012–2013: Marvin Marvin (20 Folgen)
- 2014–2015: Hund mit Blog (Dog with a Blog, 24 Folgen)
- seit 2016: Mittendrin und kein Entkommen (Stuck in the Middle)